# Devis Epassy
Devis Epassy (Soisy-sous-Montmorency, Francia, 2 de febrero de 1993) es un futbolista camerunés. Juega de guardameta y su equipo es el Dinamo de Bucarest de la Liga I. Es internacional absoluto por la selección de Camerún desde 2021.

## Trayectoria
Nació y creció en Soisy-sous-Montmorency, al norte de Francia. Comenzó su carrera como sénior en el C. D. Guijuelo de España.
El 6 de agosto de 2022 fichó por el Abha Club de la Liga Profesional Saudí.

## Selección nacional
Nacido en Francia, es descendiente de cameruneses. Fue citado por primera vez a la selección de Camerún en junio de 2021. Jugó el día 8 ante Nigeria en un encuentro amistoso, fue empate sin goles.
Fue citado a la Copa Mundial de Fútbol de 2022. Tras la salida de André Onana luego del primer encuentro, debutó en la copa ante Serbia.

### Participaciones en copas continentales
| Copa                           | Sede            | Resultado        |
| ------------------------------ | --------------- | ---------------- |
| Copa Africana de Naciones 2021 | Camerún         | Tercer lugar     |
| Copa Africana de Naciones 2023 | Costa de Marfil | Octavos de final |

### Participaciones en Copas del Mundo
| Copa                           | Sede  | Resultado      |
| ------------------------------ | ----- | -------------- |
| Copa Mundial de Fútbol de 2022 | Catar | Fase de grupos |

## Clubes
| Club                  | País           | Año       |
| --------------------- | -------------- | --------- |
| Stade Rennes F. C. II | Francia        | 2012-2013 |
| F. C. Lorient II      | Francia        | 2013-2014 |
| C. D. Guijuelo        | España         | 2014-2015 |
| U. S. Avranches       | Francia        | 2015-2016 |
| S. A. Épinal          | Francia        | 2016-2017 |
| Levadiakos F. C.      | Grecia         | 2017-2020 |
| Lamia F. C.           | Grecia         | 2020-2021 |
| O. F. I. Creta        | Grecia         | 2021-2022 |
| Abha Club             | Arabia Saudita | 2022-2024 |
| Karmiotissa F. C.     | Chipre         | 2024-2025 |
| Dinamo de Bucarest    | Rumania        | 2025-     |